# Claire Watson
Claire Watson (nascuda Claire McLamore) (Nova York, 3 de febrer de 1927 - Utting am Ammersee, Llac Ammer, 16 de juliol de 1986) fou una soprano estatunidenca, particularment associada a les òperes de Richard Wagner i de Richard Strauss, i que va fer carrera essencialment a Europa.

## Biografia
Claire Watson va estudiar a l'Eastman School of Music de Rochester (Nova York) amb la gran soprano Elisabeth Schumann i amb Sergius Kagen, més tard a l'Acadèmia de Música d'Amsterdam amb Eduard Lichtenstein, i finalment a Viena amb Otto Klemperer.
Va debutar a Graz l'any 1951, en el paper de Desdemona d'Otello de Giuseppe Verdi. Va pertànyer a l'elenc de l'Òpera de Frankfurt de 1956 a 1958 i a continuació al de l'Òpera de Múnic de 1958 a 1979, cantant també a Berlín i a Hamburg.
Va aparèixer també i de forma regular a l'Òpera de l'Estat de Viena, al Festival de Salzburg, al Royal Opera House de Londres, al Festival Glyndebourne, a La Scala de Milà, a l'Opera di Roma, a La Monnaie de Brussel·les, al Liceu de Barcelona, al Teatro Colón de Buenos Aires, a Chicago i a San Francisco, entre altres teatres. El 1971, Watson va actuar a Boston en la sèrie de concerts Peabody Mason.
Va ser particularment ben rebuda en papers de Wagner i d'Strauss, com ara Elisabeth, Elsa, Eva, Sieglinde, Marshallin, Comtesse i Ariadne.
També va ser molt admirada en papers d'òperes de Mozart, sobretot com a la comtessa de Les noces de Fígaro, com a Donna Anna (que va enregistrar amb Klemperer el 1966) i Donna Elvira de Don Giovanni, Fiordiligi de Cosi fan tutte, però també com a Agathe de Der Freischütz (que va gravar amb Lovro von Matačić el 1963), Tatyana de Ievgueni Oneguin i Ellen Ford de Peter Grimes (que va enregistrar amb Benjamin Britten el 1958).
Artista amb una veu radiant i un art refinat, Claire Watson va aportar una gran humanitat a tots els seus personatges.